# Dan Petrescu
Dan Vasile Petrescu (* 22. Dezember 1967 in Bukarest) ist ein ehemaliger rumänischer Fußballspieler und heutiger ‑trainer. Der Außenverteidiger bestritt insgesamt 433 Spiele in der rumänischen Liga 1, der italienischen Serie A und der englischen Premier League. Als Nationalspieler nahm er an der Fußball-Weltmeisterschaft 1994, der Fußball-Europameisterschaft 1996 und der Fußball-Europameisterschaft 2000 teil.

## Laufbahn als Spieler

### Im Verein
Petrescu begann mit dem Fußballspielen im Alter von zehn Jahren beim rumänischen Topverein Steaua Bukarest. Er debütierte am 8. Juni 1986 beim Auswärtsspiel gegen FCM Brașov in der Divizia A, als der Meisterschaftsgewinn 1985/86 von Steaua bereits feststand. In der Saison 1986/87 spielte er auf Leihbasis für den FC Olt. Ab 1987 verbrachte Petrescu weitere vier Spielzeiten bei Steaua, bevor er 1991 zu US Foggia wechselte. 1993 wechselte er innerhalb der Serie A zu CFC Genua. Eine Saison später wechselte er nach England zu Sheffield Wednesday. Zur Saison 1995/96 wechselte er zum FC Chelsea. Mit Chelsea gewann er 1997 den FA Cup. 1998 gewann er mit dem Verein den League Cup und den Europapokal der Pokalsieger. Nach dem Bruch mit dem damaligen Trainer Gianluca Vialli nach einer Niederlage gegen Manchester United, spielte er nie mehr für Chelsea. Zur Saison 2000/01 wechselte er zu Bradford City. Eine Saison später unterschrieb er beim FC Southampton. 2002 wechselte er zu FC Național Bukarest, wo er 2003 seine Karriere beendete.

### Mit der Nationalmannschaft
Petrescu bestritt zwischen 1989 und 2000 für die rumänische Fußballnationalmannschaft 95 Spiele, in denen er zwölf Tore erzielte. Am 29. März 1989 debütierte er beim Freundschaftsspiel gegen Italien für sein Land. Mit seinem Team nahm Petrescu an den Fußball-Weltmeisterschaften 1994 und 1998 sowie an den Fußball-Europameisterschaften 1996 und 2000 teil.

## Laufbahn als Trainer

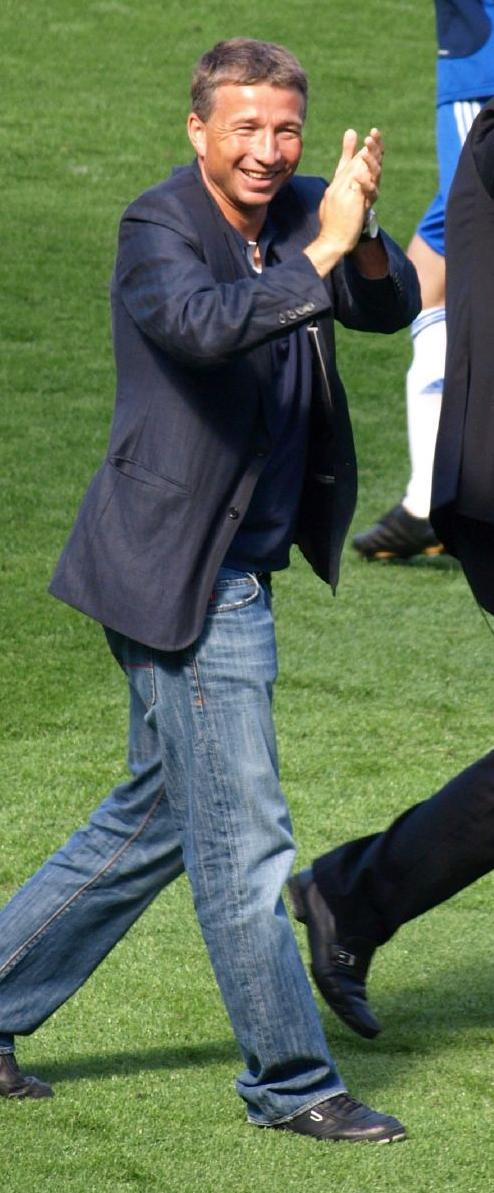
Dan Petrescu gefeiert auf dem Stamford Bridge Stadion (2008)

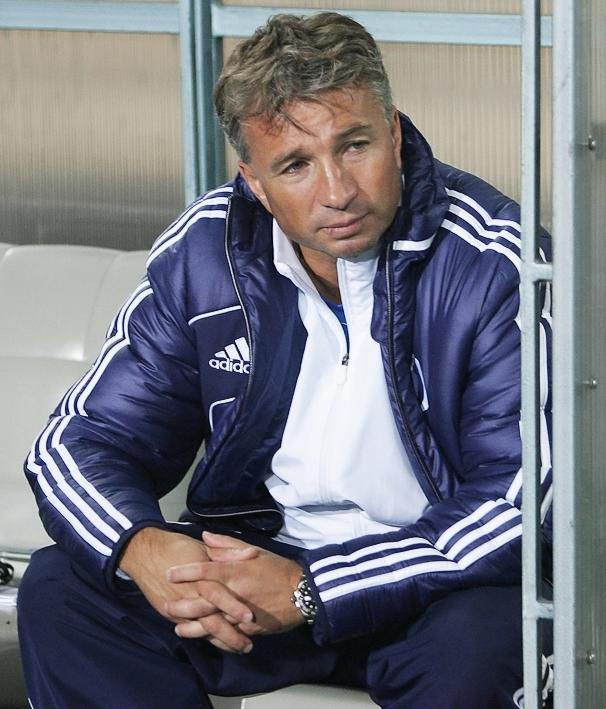
Petrescu als Trainer von Dynamo Moskau (2012)

Schon in seiner letzten Spielzeit war Petrescu als Trainerassistent von Walter Zenga bei seinem Verein FC Național Bukarest tätig. Im Sommer 2003 wurde er Cheftrainer von Sportul Studențesc, das gerade in die Divizia B abgestiegen war. Zur Winterpause stand er mit seinem Verein souverän an der Tabellenspitze, ehe ihn Erstligist Rapid Bukarest als Nachfolger von Mircea Rednic verpflichtete. Dieses Engagement war nicht von Erfolg gekrönt: Schon nach sechs Spielen trennte sich Rapid wieder von Petrescu und ersetzte ihn durch Viorel Hizo.
Im Sommer 2004 kehrte Petrescu zu Sportul zurück, das mittlerweile in die Divizia A aufgestiegen war. In der Saison 2004/05 führte er den Klub sicher zum Klassenerhalt. Auch in der folgenden Spielzeit trotzte der den finanziellen Problemen des Vereins und stand mit seiner Mannschaft im gesicherten Mittelfeld, als ihn der polnische Erstligist Wisła Krakau unter Vertrag nahm. Er schloss die Saison 2005/06 mit dem amtierenden polnischen Meister als Zweiter hinter Legia Warschau ab. Im September 2006 musste er jedoch wieder seinen Hut nehmen.
Anschließend kehrte Petrescu in sein Heimatland zurück, wo ihn Liga-1-Aufsteiger Unirea Urziceni am 26. September 2006 als Nachfolger des entlassenen Costel Orac unter Vertrag nahm. Er führte den Verein kontinuierlich in die rumänische Spitze. Nachdem die Saison 2007/08 mit der erstmaligen Qualifikation zum UEFA-Pokal abgeschlossen worden war, konnte er mit Unirea ein Jahr später erstmals die rumänische Meisterschaft gewinnen. Nach dem Erreichen der Runde der letzten 32 in der UEFA Europa League 2009/10 (als „Absteiger“ aus der Champions League) und nach der Ernennung zu Rumäniens Trainer des Jahres 2009, trat Petrescu am 26. Dezember 2009 von seinem Amt zurück. Vier Tage später wurde er als neuer Trainer des russischen Zweitligisten FK Kuban Krasnodar vorgestellt, mit dem er am Ende der Saison 2010 die Rückkehr in die Premjer-Liga feiern konnte.
Am 17. August 2012 übernahm Petrescu das Traineramt beim FK Dynamo Moskau, wurde jedoch im Anschluss an eine 0:4-Niederlage beim Tabellenletzten Anschi Machatschkala im April 2014 entlassen. Von Juli bis Dezember 2014 trainierte er den katarischen Klub al-Arabi.
Im Juni 2015 übernahm Petrescu den Trainerposten bei ASA Târgu Mureș, verlässt jedoch den Verein nach dem Gewinn der Supercupa României gegen Steaua Bukarest mit 1-0, wegen finanziellen Probleme des Vereins. Dieses war sein einziges Spiel als Trainer der Mannschaft.
Gleich am nächsten Tag wurde er als Trainer bei Jiangsu Suning ernannt. Bereits in der ersten Saison gelingt der Mannschaft unter seiner Führung der Sieg des CFA Cup.
Im Juni 2016 übernahm der Rumäne den Chef-Trainerposten beim russischen Zweitligisten FK Kuban Krasnodar, wurde allerdings bereits am 4. Oktober 2016 wegen anhaltender Erfolglosigkeit entlassen. Ende Oktober 2016 verpflichtete ihn der al-Nasr SC in den Vereinigten Arabischen Emiraten. Dort führte er seine Mannschaft in der Saison 2016/17 auf den sechsten Platz.
Im Sommer 2017 verließ Petrescu al-Nasr und nahm ein Angebot des rumänischen Erstligisten CFR Cluj an. Dort führte er sein Team in der Spielzeit 2017/18 zum Gewinn der rumänischen Meisterschaft.
Am 7. Juni 2018 wurde er vom chinesischen Erstligaverein Guizhou Hengfeng als Cheftrainer verpflichtet. Am 22. März 2019 kehrte er zum CFR Cluj zurück.
Am 10. Januar 2021 gab der türkische Erstligist Kayserispor die Verpflichtung von Petrescu bekannt. Aufgrund von familiären Gründen kündigte Petrescu als Cheftrainer von Kayserispor.

## Erfolge/Auszeichnungen

### Als Spieler
Steaua Bukarest
- Rumänischer Meister: 1985/86, 1987/88, 1988/89
- Rumänischer Pokalsieger: 1987/88, 1988/89
- Europapokal-der-Landesmeister-Finalist: 1988/89

FC Chelsea
- Europapokal der Pokalsieger: 1997/98
- Europäischer Supercup-Sieger: 1998
- Englischer Pokalsieger: 1996/97
- Englischer Ligapokalsieger: 1997/98

Național Bukarest
- Rumänischer Pokal-Finalist: 2002/03

### Nationalmannschaft
- Weltmeisterschaft: Viertelfinale 1994
- Europameisterschaft: Viertelfinale 2000

### Individuelle Ehrungen
- FC Chelsea Hall of Fame
- Premier League Overseas Team of the Decade: 1992/93 – 2001/02
- Verdienter Meister des Sports

### Als Trainer
Sportul Studențesc
- Aufstieg in die Liga 1: 2003/04

Wisła Krakau
- Polnischer Vizemeister: 2005/06

Unirea Urziceni
- Rumänischer Meister: 2009
- Rumänischer Pokal-Finalist: 2008
- Rumänischer Supercup-Finalist: 2009

Kuban Krasnodar
- Russischer Zweitliga-Meister: 2010

ASA Târgu Mureș
- Rumänischer Supercup-Sieger: 2015

Jiangsu Suning
- Chinesischer Pokalsieger: 2015

Al-Nasr Dubai
- UAE-President’s-Cup-Finalist: 2016/17

Jeonbuk Hyundai Motors
- Korean-FA-Cup-Finalist: 2023

CFR Cluj
- Rumänischer Meister (5): 2017/18, 2018/19, 2019/20, 2020/21, 2021/22
- Rumänischer Pokalsieger: 2024/25

## Orden
Am 25. März 2008 wurde Petrescu vom rumänischen Staatspräsidenten Traian Băsescu für die Leistungen in der Nationalmannschaft mit dem Verdienstorden „Meritul sportiv“ III. Klasse ausgezeichnet. Er ist Verdienter Meister des Sports.

## Sonstiges
Petrescu ist in zweiter Ehe verheiratet und Vater von drei Töchtern.